# Opaltalgsvamp
Opaltalgsvamp (Sebacina epigaea) är en svampart som först beskrevs av Berk. & Broome, och fick sitt nu gällande namn av Bourdot & Galzin 1928. Enligt Catalogue of Life ingår Opaltalgsvamp i släktet Sebacina,  och familjen Sebacinaceae, men enligt Dyntaxa är tillhörigheten istället släktet Sebacina,  och familjen Exidiaceae. Arten är reproducerande i Sverige. Inga underarter finns listade i Catalogue of Life.